# 後期註釈学派
後期註釈学派（こうきちゅうしゃくがくは、ドイツ語: Postglossatoren）は、註釈学派の集大成と呼べる『標準註釈』をさらに発展させた法学派で註解学派（ドイツ語: Kommentatoren）ともいう。オルレアン学派、バルトールス学派、助言学派ともいう。

## 概要
学派の起源は13世紀のフランスオルレアンから始まった。きっかけとなったのはイタリア人のギド・デ・クミスが当時註釈学派（イタリア学風）の集大成である『標準註釈』（Glossa Ordinaria）を著したアックルシウス（Accursius）と面会した際、その解釈の一つに疑問を呈したことがきっかけでイタリアからオルレアンに逃れたことである。そのためオルレアン学派ともいう。
このような経緯で、一時オルレアンは、北のボローニャと呼ばれたが、ダンテの友人で詩人のチーヌス・デ・ビストイアによって、オルレアン学派の学風はイタリアに里帰りすることになる。註釈学派のアックルシウスが編纂した『標準注釈』に対して、さらに註釈を加えて解釈することを特徴とした。そのため註解学派ともいう。
特に有名な法学者は、チーヌスの弟子であるバルトールス・デ・サクソフェラート（Bartolus de Saxoferrato 、1314-57）とバルトールスの弟子のバルドゥス・デー・ウバルディス（Baldus de Ubaldis、1327-1406) がいる。そのためバルトールス学派と呼ばれた。
イタリアのベネツィアを始めとする都市国家が発展した当時の社会情勢に合わせて、ローマ法大全の背後にある法原理を推論するという自由な解釈を行なった実務重視の学風で実利的観点から様々な助言を行なった。そのため助言学派と呼ばれた。
14世紀中頃から全盛を極め、大陸法系の基となったユス・コムーネが西欧社会で定着するきっかけをつくり、「バルトールスの徒にあらざる者は法律家にあらず」とまで言われた。
16世紀になると、人文主義法学（フランス学風）からローマ法大全の原義からほど遠いとして批判を受けるようになった。